# Celina Lemmen
Celina Johanna Maria Lemmen (Amsterdam, 2 maart 1985) is een topzwemster uit Nederland, die bij de Olympische Spelen in Athene (2004) met de estafetteploeg voortijdig (negende plaats in de series) werd uitgeschakeld op de 4x200 meter vrije slag.
Lemmen is woonachtig in de Verenigde Staten, in San Antonio (Texas) om precies te zijn, en maakte voor het eerst haar opwachting in Nederland bij de nationale kampioenschappen van 2000 in Drachten. Een jaar later dwong de vrije-slagzwemster deelname af aan de Europese Jeugdkampioenschappen op Malta, waar ze brons en zilver won, op respectievelijk de 100 meter vrij en de 200 meter vrij.